# МАЗ-6501
МАЗ-6501 (англ. MAZ 6501) — сімейство вантажних автомобілів виробництва МАЗ з компонувальною схемою «кабіна над двигуном» і колісною формулою 6х4 призначений для перевезення сипучих і навалювальних вантажів по дорогах з твердим покриттям, у тому числі з кругляка і щебеню, і по ґрунтових дорогах. Вантажопідйомність — 20 тонн.
МАЗ-6501, створений на основі МАЗ-6312, може бути обладнаний дизельними двигунами потужністю від 250 до 435 к.с.
МАЗ-6501 пропонується у вигляді шасі, самоскида або зерновоза.

## Модифікації

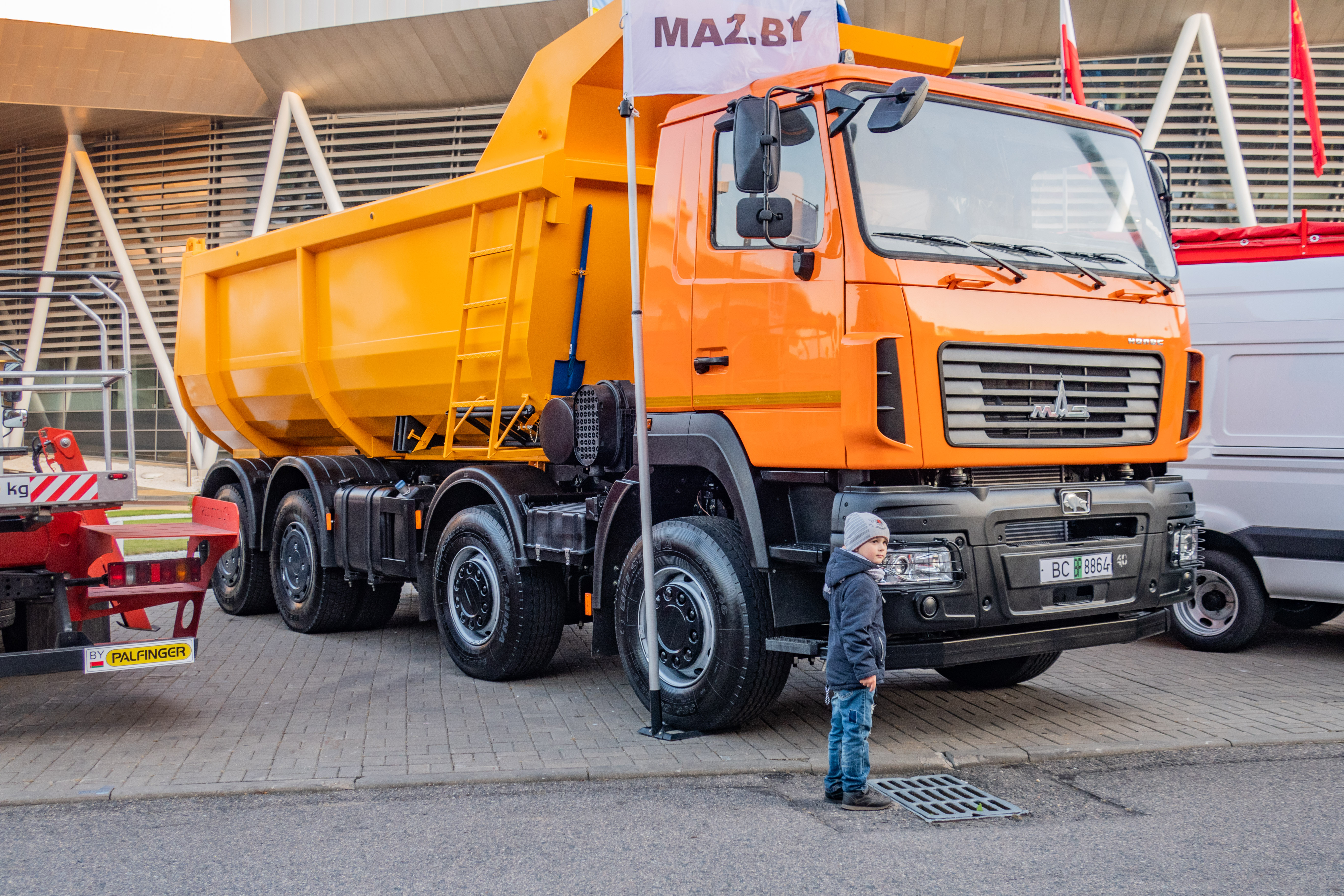
MAZ-6516C9

- МАЗ-650108 — зерновоз з двигуном ЯМЗ-7511.10 (Є-2) потужністю 400 к.с.
- МАЗ-650119 — зерновоз з двигуном Mercedes Benz OM 501LA (Є-4) потужністю 435 к.с.
- МАЗ-6501А5 — самоскид з двигуном ЯМЗ-6582.10 (Є-3) потужністю 330 к.с.
- МАЗ-6501А8 — зерновоз з двигуном ЯМЗ-6581.10 (Є-3) потужністю 400 к.с.
- МАЗ-6501А9 — зерновоз з двигуном ЯМЗ-650.10 (Є-3) потужністю 412 к.с.
- МАЗ-6501В5 — самоскид з двигуном ЯМЗ-536.10 (Є-4) потужністю 310 к.с.
- МАЗ-6501В9 — самоскид з двигуном ЯМЗ-650.10 (Є-4) потужністю 412 к.с.
- МАЗ-6501E9 — самоскид з двигуном Mercedes-Benz OM 501LA (Є-5) потужністю 435 к.с.
- МАЗ-6501H9 — самоскид з двигуном ЯМЗ-652.10 (Є-4) потужністю 312 к.с.
- МАЗ-6516 — самоскид на основі МАЗ-6501 з колісною формулою 8х4

## Джерело
- http://maz.by/ru/products/cargo_vehicle/dump_vehicles/850/ [Архівовано 12 серпня 2014 у Wayback Machine.]